# Aubrey (Teksas)
Aubrey – miasto w Stanach Zjednoczonych, w stanie Teksas, w hrabstwie Denton.